# Болстон Спа (Њујорк)
Болстон Спа (енгл. Ballston Spa) град је у америчкој савезној држави Њујорк.

## Демографија
По попису из 2010. године број становника је 5.409, што је 147 (-2,6%) становника мање него 2000. године.
| Група             | 2000.         | 2010.         |
| Белци             | 5.293 (95,3%) | 4.987 (92,2%) |
| Афроамериканци    | 65 (1,2%)     | 65 (1,2%)     |
| Азијати           | 29 (0,5%)     | 56 (1,0%)     |
| Хиспаноамериканци | 108 (1,9%)    | 172 (3,2%)    |
| Укупно            | 5.556         | 5.409         |